# Maroo Entertainment
Maroo Entertainment (Hangul: 기획) là một công ty giải trí tư nhân của Hàn Quốc được thành lập vào năm 2010. Công ty hiện đang quản lý các nghệ sĩ như Park Ji-hoon, Choi Moon hee, Kwon Seungwoo (Kwon Yo-han), Norazo, GHOST9.

## Lịch sử
Maroo Entertainment lần đầu tiên hoạt động như một nhãn hiệu âm nhạc Mnet Media vào năm 2007 với nhóm nhạc nam ra mắt Supernova.
Vào tháng 7 năm 2010, Maroo Entertainment chính thức đăng ký là một công ty độc lập hợp pháp. Năm 2012, cựu thành viên SeeYa Kim Yeon-ji đã tham gia Maroo với tư cách là nghệ sĩ solo.
Vào tháng 2 năm 2014, Maroo đã ra mắt nhóm nhạc nữ bốn thành viên One Piece (1PS), nhưng năm 2015, nhóm đột ngột thông báo tan rã và vào tháng 8 cùng năm, nhóm nhạc nữ năm thành viên MyB đã được ra mắt. Tuy nhiên, khi MyB không nhận được phản hồi tốt với album đơn đầu tiên và album đơn thứ hai, nhóm đã tan rã vào tháng 12 năm 2016. Vào tháng 1 năm 2017, các thành viên MyBee hiện tại Moon Hee và Ha Yoon đã được thêm vào cùng với Chaehyun, Dayun, Gaon và Kongyoo để ra mắt nhóm nhạc nữ 6 thành viên Bonus Baby. Vào tháng 9 năm 2018, Maroo tuyên bố rằng thành viên BONUSbaby Kongyoo rời nhóm vì tập trung vào việc học của cô và sau đó nhóm quyết định tạm thời ngưng hoạt động cho đến hiện tại.
Vào tháng 5 năm 2014, thành viên OneTwo Song Ho-beom, đã gia nhập Maroo.
Vào tháng 2 năm 2015, cựu thành viên LPG Han Young, đã gia nhập Maroo.
Vào tháng 5 năm 2015, các diễn viên Ha Seok-jin đã tham gia Maroo.
Vào ngày 21 tháng 10 năm 2015, ca sĩ và nghệ sĩ giải trí Kim Jong-kook đã tham gia Maroo nhưng sau 3 năm đã rời đi 
Vào ngày 28 tháng 12 năm 2016, cựu thành viên The Ark, Euna Kim đã gia nhập Maroo.
Vào ngày 14 tháng 6 năm 2017, Park Jihoon chính thức ký hợp đồng với Maroo.
Vào tháng 8 năm 2017, nữ diễn viên Bae Geu-rin đã tham gia Maroo.
Vào tháng 5 năm 2018, Maroo đã ra mắt cựu thành viên The Ark Euna Kim và Minju với tư cách là bộ đôi, KHAN nhưng sau đó nhóm không có hoạt động chính thức nào kể từ tháng 3 năm 2019, và kênh YouTube và tài khoản SNS chưa được cập nhật và Maroo đã xóa nhóm khỏi phần nghệ sĩ trên web của công ty mà không có bất kì thông báo chính thức nào.Cuối tháng đó, thành viên Norazo Jo Bin gia nhập Maroo.  Vào tháng 8 năm 2018, Norazo trở lại dưới thời Maroo sau khi thêm thành viên mới Won Heum.
Vào ngày 26 tháng 3, sau 1 năm 6 tháng hoạt động cùng Wanna One, Park Jihoon chính thức debut solo với mini- album đầu tay O'CLOCK và bài hát chủ đề L.O.V.E. 
Vào ngày 18 tháng 9 năm 2019, Maroo ra mắt thực tập sinh Produce X 101 Lee Jin-woo, Lee Tae-seung và Lee Woo-jin với tư cách là Teen Teen.
Tháng 5 năm 2020, Maroo thông báo chuyển sang tòa nhà mới  và ngày 1 tháng 8 năm 2020, Maroo đổi mới webstie chính thức và hướng mục tiêu công ty trở thành một công ty giải trí toàn diện hàng đầu có thể dẫn dắt các phương tiện truyền thông mới.
Ngày 27 tháng 8 năm 2020, Maroo thông báo sẽ ra mắt nhóm nam mới trong tháng 9 gồm 9 thành viên có phổ độ tuổi từ 1999-2004, bao gồm cả Teen Teen- dự án tập hợp 3 cựu thí sinh Produce X 101 Lee Woo Jin, Lee Tae Seung & Lee Jin Woo. Sau khi nhóm nam mới debut, TEEN TEEN sẽ trở thành unit của nhóm. Nhóm nam được công bố với tên gọi chính thức là GHOST9 . Nhóm sẽ chính thức ra mắt vào ngày 23 tháng 9 với mini album đầu tiên "DOOR" 

## Nghệ sĩ hiện tại

### Nghệ sĩ thu âm
| Nhóm nhạc - Norazo (2005 - nay) - Teen Teen (nhóm nhỏ của GHOST9) (2019 - nay) - GHOST9 ( 9/2020 - nay) Nghệ sĩ solo - Park Ji-hoon (2017 - nay) | - Kwon Seungwoo (Kwon Yo-han) - Choi Moonhee (2015-nay) - Park Jihoon (2019- nay) |

## Cựu nghệ sĩ

### Cựu nghệ sĩ thu âm
- Kim Yeon-ji (2012–2017)
- 1PS (2014–2015) "
- Song Ho-beom (2014–????)
- Han Young (2015–2018)
- MyB (2015–2016)
  - Jookyung (2015–2016)
  - Heejoo (2015–2016)
  - U-Jung (2015–2016)
  - G-won (2015–2016)
- ASHGRAY (2016)
- Supernova (2007–2018)
- BONUSbaby
  - Kongyoo (2017–2018)
- KHAN

### Cựu nghệ sĩ
- Kim Jong-kook (2015–2018)

### Cựu diễn viên
- Ha Seok-jin (2015–2018)
- Bae Geu-rin (2017)

## Báo cáo tài chính

### 2019
- Chỉ số sales của Maroo tăng 71.4% so với năm 2018, đạt khoảng 12.7 tỉ won[17]
- Lợi nhuận kinh doanh xấp xỉ 1.3 tỉ won
- Bộ phận quản lý sales tăng 102.3% doanh số, đạt khoảng 11.2 tỉ won
- Bộ phận quản lý hoạt động lợi nhuận tăng 3122.58% doanh số, đạt khoảng 1.9 tỉ won

Park Jihoon - trước đây là thành viên của Wanna One, người đã hoạt động rất năng nổ vào năm 2019, được xem là nguyên nhân của sự tăng trưởng thu nhập tích cực này.